# Linea IRT Third Avenue
La linea IRT Third Avenue, anche chiamata Third Avenue El o Bronx El, era una linea sopraelevata situata a Manhattan e Bronx. Originariamente gestita da una compagnia indipendente, venne poi acquistata dall'IRT.
Le sezioni a Manhattan vennero chiuse a partire dagli anni 1950, per poi essere chiuse completamente il 12 maggio 1955; le sezioni nel Bronx furono invece chiuse nel 1973. Fu l'ultima linea completamente soprelevata ad operare a Manhattan.